# Brutar

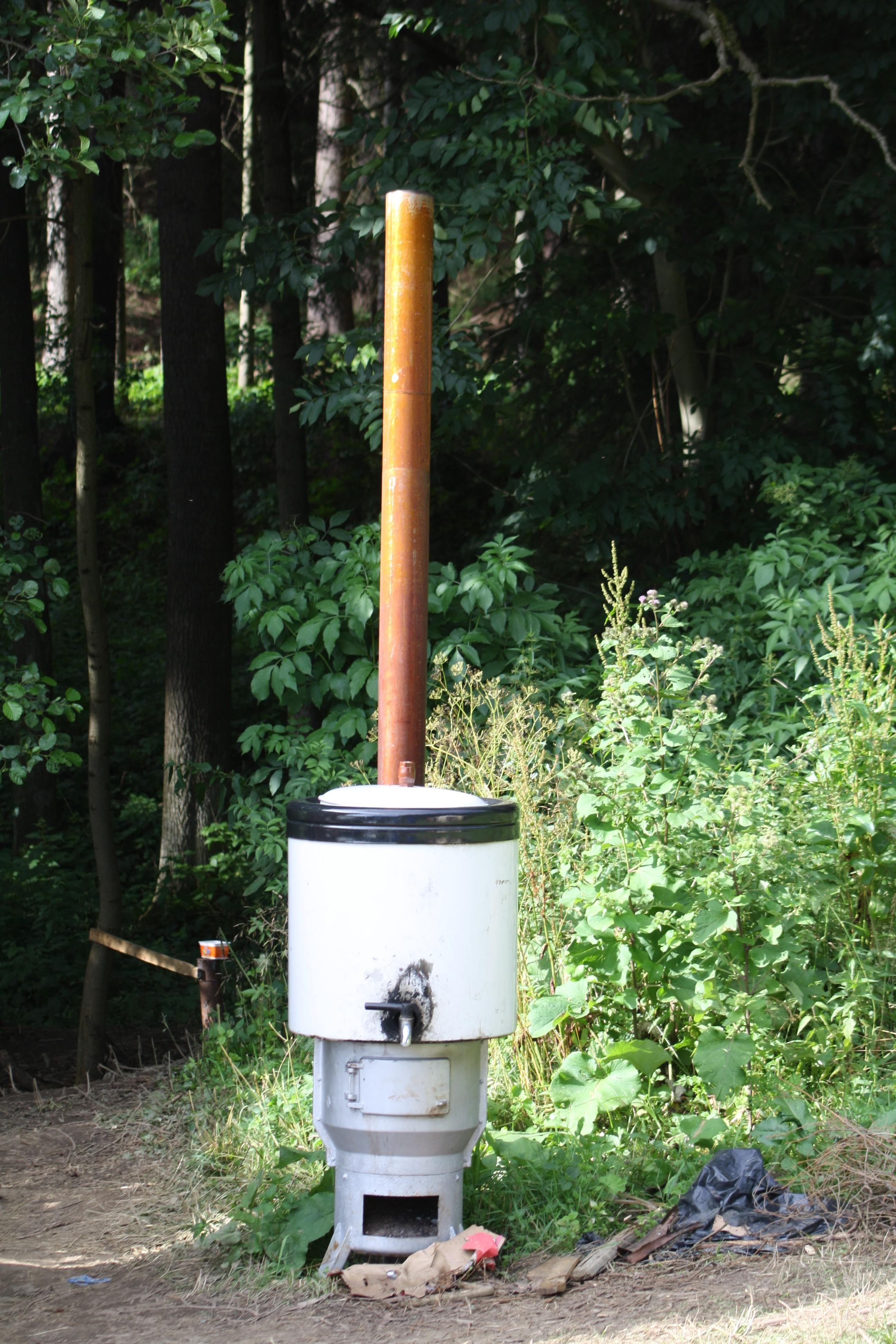
Brutar

Brutar je název pro specifický druh kamen – topidla na tuhá paliva, sloužící primárně k ohřevu teplé užitkové vody. Používá se zejména v koupelnách nebo velkých kuchyních, ale také při vaření v přírodě pro větší množství lidí nebo při domácích zabijačkách. Ohřívaná voda se do brutaru nalévá například kbelíkem nebo hadicí, popřípadě lze brutar postavit pod vodovodní kohoutek; k varu se přivádí spalováním dřeva v dolní části brutaru (pod prostorem určeným pro ohřívanou vodu). Od kotle se liší brutar tím, že se vyprazdňuje výtokovým kohoutkem. Příbuzným topidlem je pařák na brambory, jenž se od brutaru liší výklopným mechanismem, kterým se voda vylévá vyklopením ohřívací nádoby do strany. Brutar mívá objem přibližně 70 až 80 litrů.
Samotné označení vzniklo „zlidověním“ jména výrobce původního ohřívače, jímž byl Jaroslav Brutar z Radotína, který vymyslel originální systém ohřívače vody pro potřeby domácí koupelny a prádelny (původně do novostavby vlastního rodinného domku) ve třicátých letech 20. století a následně tato zařízení, která nesla označení „lázeňská kamna“ vyráběl až do znárodnění své malé dílny na sklonku let čtyřicátých. Jeho systém byl posléze zjednodušen (a přitom zbaven některých výhod) a dále po dlouhá léta vyráběn.

## Konstrukce brutaru
Brutar se skládá z topeniště a varné nádoby. Topeniště je podobné jako u jiných kamen a skládá se ze spalovací komory opatřené roštem a popelníkové komory. Obě komory jsou opatřeny dvířky. Část nad topeništěm je dvouplášťová. Vnitřní plášť představuje vlastní varnou nádobu. Vnější plášť tvoří nosnou konstrukci, ve které je varná nádoba usazena a zajišťuje rovnoměrné obtékání varné nádoby spalinami a jejich následný odvod do kouřovodu. V dolní části varné nádoby je odtokový ventil sloužící k jejímu vyprazdňování. Shora je varná nádoba otevřená a opatřena poklicí.
Příbuzným zařízením je tzv. pařák na brambory, který nemá odtokový ventil, ale jeho varná nádoba je umístěna na kloubech, které umožňují jednoduše vylít její obsah. Pařák na brambory je oblíbený zejména u drobných chovatelů prasat a jiných drobných zemědělců, kteří ho používají k vaření brambor pro svá hospodářská zvířata.